# Histoire de la Provence

L'histoire de la Provence liée à sa position géographique

L'histoire de la Provence, région du sud-est de la France, couvre l'ensemble des périodes historiques. La position de la Provence avec une large façade ouverte sur la mer Méditerranée, au sud, flanquée à l'ouest du Rhône, voie fluviale essentielle pour faire communiquer le nord et le sud de l'Europe, et à l'est par des cols alpins ouverts quasiment toute l'année, expliquent son histoire à travers le temps.

## Préhistoire
La région provençale est habitée dès le Paléolithique inférieur. La grotte du Vallonnet, à Roquebrune (Alpes-Maritimes), est ainsi occupée vers -950000. La grotte de l'Escale, à Saint-Estève-Janson, montre des traces de feux entretenus au début de la glaciation de Mindel (vers -600000). Les foyers de Terra Amata, à Nice, datent de -400000.
Lors de l'Acheuléen et du Paléolithique moyen (Moustérien), l'homme occupe les bassins et les versants des collines, qu'il s'agisse de grottes (Lazaret à Nice) ou d'habitats de plein air (Ste-Anne d'Evenos). La grotte Cosquer, à Marseille, est ornée de peintures pariétales datant de -20000.
La Provence présente une certaine originalité au cours du Paléolithique supérieur : le Solutréen est inconnu à l'Est du Rhône et la Magdalénien ne franchit pas la Durance. Ils sont remplacés par des industries locales ou régionales. Les gisements apportant les plus anciennes preuves de la domestication du mouton se situe en Provence, à Châteauneuf-les-Martigues. Les sépultures mégalithiques (hypogées d'Arles) et les premiers habitats perchés munis d'une enceinte (à Miouvin et Istres) apparaissent au Néolithique final et au début de l'âge des métaux. Des camps retranchés apparaissent à l'âge du bronze (camp de Laure) et de nombreux opida à l'âge du fer. Les Ligures autochtones entrent en relation avec des commerçants étrusques et des colons grecs de Phocée.

## Antiquité

Carte des tribus gauloises de Provence.

En 1693 le ménétrier Robert de Brianson a écrit au sujet de la Provence : « Il y a peu de provinces dans l'Europe qui ayent soufert d'aussi grands changements que la Provence. Après été long-tems gouvernée par des Rois, elle fut subjuguée par les Romains. Ce fût la première conquête qu'ils firent dans les Gaules. Elle s'appeloit pour lors le Pays des Saliens, & elle faisoit partie de l'ancien Royaume de Ligurie, les Romains l'ayant soumise à leur domination, non seulement ils en abolirent les Coutumes ; mais encore ils en changèrent le nom, & ils lui en donnèrent un qui marquoit font excellence lors qu'ils lui donnèrent simplement celui de PROVINCE. »
Colonisé par les Grecs au VIe siècle av. J.-C., le territoire de la région actuelle Provence-Alpes-Côte d'Azur fit ensuite partie de la province romaine transalpine dénommée Gaule narbonnaise ou Provincia Romana d’où dérive son nom actuel, du latin Provincia.

### Marseille et les Celto-Ligures
À partir du IVe siècle av. J.-C., des populations celtes arrivent en Provence. Elles laissent parfois subsister les tribus des anciens occupants (environ une douzaine). Celles des vallées alpestres et de la partie orientales de la côte, Oxybiens et Décéates, sont ainsi à peine touchées. Dans la basse Provence, en revanche, les Celtes se mêlent aux anciens habitants et finissent par former une population celto-ligure. Ils regroupent les tribus en une confédération, celle des Salyens, dont la capitale est sans doute Entremont.
Peu après sa fondation, Marseille doit se défendre contre les attaques des populations ligures. La ville n'a pas un territoire très étendu. Son action dans le sud de la Gaule ne doit cependant pas être sous-estimé. Par la vallée du Rhône et de la Saône, elle draine des matières premières venues du nord et exporte des produits grecs. Sous l'influence grecque, les indigènes se mettent à cultiver la terre, à construire des remparts, à tailler la vigne et planter des oliviers. Les céramiques modelées laissent la place à des céramiques faites au four, fabriquées en Grèce, à Marseille ou dans des centres indigènes. Les habitats s'organisent en plan régulier et s'entourent de fortification en grand appareil à la manière grecque (Saint-Blaise). Au Ier siècle av. J.-C., Glanum (Saint-Rémy-de-Provence), possède un véritable centre monumental de cité grecque, avec une agora entourée de portiques.
La sculpture est le domaine où se manifeste le mieux la synthèse entre les traditions indigènes et les formes de l'art hellénique (piliers d'Entremont, sculptures de Roquepertuse, chapiteaux sculptés de Glanum). C'est par Marseille que les sites gaulois de Provence entrent dans l'économie monétaire et que s'élabore l'écriture gallo-grecque, adaptation de l'alphabet grec à l'écriture du gaulois.

### L'installation de Rome en Gaule transalpine
Ce sont les Marseillais qui appellent les Romains en Provence et par la suite en Gaule. Avec l'aide des Romains, les Marseillais brisent la coalition étrusco-carthaginoise et, après la prise de Rome par les Gaulois en 390 ou 387 av. J.-C., ils les aident à payer le tribut exigé par les vainqueurs. Un traité assure une parfaite égalité entre les deux cités et l'obligation mutuelle d'aide en cas de guerre. Lors de la deuxième guerre punique, Marseille rend à Rome d'importants services : elle participe à la victoire navale de l'Ébre en 217 av. J.-C. et, contre Hannibal, elle fournit aux Romains l'escale de son port.
Marseille fait donc appel à Rome quand, au IIe siècle, les Oxybiens et les Déciates menacent ses colonies de Nice et d'Antibes. Les Romains interviennent deux fois, en 181 et en 154 av. J.-C., sans rien demander en échange.
En 125 av. J.-C., une coalition des Ligures, des Salyens, des Voconces et des Allobroges menace Marseille. Les Marseillais font encore appel aux Romains. Ces derniers arrivent, mais ils sont cette fois décidés à agir pour leur propre compte. Les Romains viennent en effet de terminer la pacification de l'Espagne et ils veulent assurer la liaison par terre entre les Alpes et les Pyrénées. La guerre dure de 125 à 121 av. J.-C.. Les Romains battent les Ligures, les Salyens, les Voconces, les Allobroges et les Arvernes. En 122 av. J.-C., Sextius Calvinus fonde, au pied d'Entremont, Aquae Sextiae Salluviorum et y établit une garnison.
Peu après, le consul Domitius Ahenobarbus commence au-delà du Rhône la construction de la voie Domitienne en direction des Pyrénées. Une fraction de l'aristocratie romaine obtient l'envoi d'un groupe de citoyens pour fonder la colonia Narbo Martius, en 118 av. J.-C..
La nouvelle colonie de Narbonne a un rôle stratégique important. La Provincia Gallia Transalpina, dont elle est la place forte la plus importante, est soumise à l'autorité d'un chef militaire. C'est aussi une barrière contre les Barbares, notamment les Cimbres et les Teutons de retour d'Espagne qui la contourne par le nord et battent les romains à la bataille d'Orange. En 102 av. J.-C., Marius qui stationnait à Arles avec 5 légions et 30 000 homme depuis 3 ans dans ce but bat les Teutons lors de la bataille d'Aix au pied de la Sainte Victoire et sauve ainsi Rome et Marseille.
C'est cette Gaule transalpine, ou Gaule romaine, qui est sous contrôle de la République romaine, par opposition à la Gaule chevelue, divisée ensuite entre les Trois Gaules (Aquitaine, Lyonnaise, Belgique). Cette Prouincia, d'où dérive le nom de Provence, englobait la future Provence, allait au nord de la vallée du Rhône jusqu'à Vienne, et s'étendait à l'ouest du Rhône sur un territoire correspondant à peu de chose près au futur Languedoc. Par ailleurs, la partie de la Gaule transalpine qui a constitué par la suite la Provence était plus peuplée de Ligures et de Grecs que de Gaulois. En quelques siècles, du Ier siècle av. J.-C. au Ve siècle apr. J.-C., cette population ligure et grecque a adopté le latin populaire et la culture latine.

### La Gaule transalpine de Marius à Auguste
Le contrôle romain n'est pas totalement accepté dans la première moitié du Ier siècle av. J.-C.. Il s'exerce par l'intermédiaire des cadres politiques préexistants. Les communautés de Gaule transalpine ont des statuts différents selon leurs particularités et leur attitude passée envers Rome. Marseille a ainsi un statut privilégié. Les tribus indigènes gardent leurs institutions et leurs magistratures. Rome favorise l'accession au pouvoir de chefs indigènes.
Le contrôle romain en Gaule transalpine s'exerce au profit de Rome, qui lève l'impôt, recrute des auxiliaires pour ses légions et impose des corvées. Il cependant aussi[Quoi ?] au profit des negociatores romains et d'une aristocratie indigène ralliée.
Au début des années 40 av. J.-C., la seule collectivité romaine connue est la colonie de Narbonne. Jusqu'au début du règne d'Auguste, les provinces vivent au rythme des luttes intérieures de Rome. Les guerres entre César et Pompée ont pour conséquences l'abaissement de Marseille au profit d'Aix et la fondation de nouvelles colonies militaires. Marseille s'est en effet prononcée pour Pompée. César l'assiège en 49 av. J.-C. et la ville doit capituler. Elle conserve son gouvernement et sa situation de ville fédérée, mais elle perd ses vaisseaux, ses remparts et ses territoires, à l’exception de Nice et des îles d’Hyères.
Pour récompenser ses soldats, César fonde des colonies. Les colonies de Narbonne et d'Arles sont ainsi créées avec des soldats des 10e et 6e légions. En 31 av. J.-C., au lendemain de la bataille d'Actium, Octave installe à Fréjus une partie de sa flotte. Il y établit peu après des vétérans de la 8e légion.
Au Ier siècle av. J.-C., les chefs politiques des cités reçoivent le droit de cité romain et sont ainsi intégrés dans le système romain de clientèles. À la fin du siècle, leurs descendants font carrière à Rome. Plusieurs sont inscrits parmi les chevaliers, voire les sénateurs.

### La Narbonnaise au Haut-Empire
Rome change d'attitude à l'égard des provinces à partir d'Auguste. En 22 av. J.-C., Auguste organise définitivement la Gaule transalpine, qui devient la suite la Prouincia narbonensis, la Narbonnaise. La Provincia Narbonensis est gouvernée par un proconsul assisté d'un questeur, désignés par le Sénat romain et résidant à Narbonne. C'est de cette Prouincia narbonensis que Pline l'Ancien disait « Italia uerius quam prouincia », elle ressemble plus à l'Italie qu'à une simple province.
La Narbonnaise est une province inermes : aucune troupe n’y stationne. La pacification des confins alpestres n'est cependant terminée qu'en 6 av. J.-C., comme le montre le trophée d’Auguste (trophée des Alpes) à La Turbie, qui commémore sa victoire sur les peuples des Alpes. Le nouveau territoire occupé entre les Gaules et l’Italie est divisé en trois petites provinces confiées à des procurateurs qui ont sous leurs ordres des cohortes militaires. À l’est de la Provence, la région montagneuse (Cimiez, Vence, Senez et Castellane) forme la province procuratorienne des Alpes Maritimes.
Au Ier siècle apr. J.-C., la romanisation s'étend à l'ensemble des élites politiques et se double d'une romanisation culturelle avec l'adoption du mode de vie urbain romain.
Les magistrats municipaux reçoivent, pour eux-mêmes et pour leurs proches le droit de cité romaine. 37 colonies latines sont ainsi fondées sous Auguste et les premiers empereurs. Trois reçoivent ensuite le droit romain (Valence, Vienne et Aix-en-Provence).
Les agglomérations se dotent de monuments romains : enceintes fortifiées, arcs de triomphe, forum, temples, théâtres, amphithéâtres et cirques (Arles, Cimiez, Orange, Vaison-la-Romaine), aqueducs.

### L'Antiquité tardive
La Narbonnaise est épargnée par les invasions qui ravagent la Gaule au IIIe siècle mais la tradition historique rapporte que les faubourgs d'Arles auraient été pillés par les Alamans,. L'existence de l'Église arlésienne est avérée dès 254. Le IVe siècle est marqué par la conquête du pouvoir par Constantin. En 309 ou 310, il met le siège devant Marseille, où s'est réfugié l’usurpateur Maximilien. Celui-ci doit se rendre, les Marseillais ouvrant les portes à l’empereur.
Arles devient une résidence appréciée de l'empereur Constantin qui y séjourne à plusieurs reprises. Ayant reconnu la religion catholique, il organise un concile dans la cité, le 1er août 314 pour y faire condamner le donatisme. Un autre suit en 353, à l'instigation de son fils Constance II, qui établit la prépondérance de l'arianisme.
La fin du IIIe siècle et le IVe siècle sont marqués par de profondes réformes administratives. Par une première réforme commencée par Dioclétien et achevée par Constantin, le Sud de la Gaule est divisée en cinq provinces. Les Alpes-Maritimes sont accrues des territoires de Digne et Embrun. Les provinces d'Aquitaine et de Narbonnaise sont divisées. Pour cette dernière, le territoire à l'ouest du Rhône garde son ancien nom tandis que les cités de l'autre rive du fleuve forment la Viennoise. Avec Embrun, qui remplace Cimiez comme chef-lieu des Alpes-Maritimes, Vienne est la principale bénéficiaire de cette réforme. Elle joint en effet à son rôle de chef-lieu de province celui de chef-lieu de diocèse. Entre la Viennoise et les Alpes-Maritimes, la Narbonnaise Seconde regroupe autour d'Aix les cités de Gap nouvellement créée, Sisteron, Riez, Antibes, Fréjus et Apt.
Cette importance nouvelle de Vienne ne dure pas. À la fin du IVe siècle ou au début du Ve, la préfecture du prétoire des Gaules, située à Trèves, est installée à Arles à cause de la pression des Barbares. Arles devient une ville importante. L'empereur Constantin y passe en août 316, y donne des jeux, y transfère l’atelier monétaire d’Ostie (en 313) et y installe de grandes manufactures d'État. La Cour impériale y fait de plus longs séjours, l’impératrice Fausta y accouche de son premier fils entre août 316 et février 317. Devant l’échec du synode de Rome, en 313, c’est Arles qui est choisie pour accueillir un nouveau concile en 314 (voir concile d'Arles). Déjà riche de son commerce, elle est couverte de nouveaux monuments et gagne le surnom de Constantina urbs, la ville de Constantin. Constance II s'établit à Arles dans la résidence palatine lors de ses fêtes pour la trentième année de règne (tricennalia).
Après avoir pris Rome en 410, les Wisigoths d'Alaric se mettent au service de l'empereur d'Occident Honorius et arrivent en Provence pour mater les barbares et les rébellions des militaires romains dont Jovin. Ils traversent ainsi le sud-est de la Gaule en 413. La réussite de cette entreprise conduit l'assemblée générale des Sept-provinces méridionales, réunie en Arles le 17 avril 418, à faire la demande à l'empereur Honorius de rappeler les Wisigoths pour y restaurer la sécurité et repousser les Saxons. Ils marchent ensuite vers l'Espagne pour en chasser les Suèves, les Alains et les Vandales.
Une fois installés à l'ouest du Rhône, ils tentent ensuite leur chance sur l'autre rive par des incursions en 426, 452 et 458[réf. nécessaire]. De leur côté, les Burgondes, transférés en Savoie depuis 443, gagnent progressivement Valence, Die, Embrun et vont jusqu'à la Durance en 470 avec l'accord de l'empereur[réf. nécessaire].
Les Wisigoths établis en Provence y maintiennent l'Arianisme probablement déjà établi. Il s'allient aux Romains pour ensemble, lors de la bataille des Champs Catalauniques en 434, repousser les Huns et leurs alliés ostrogoths à Châlons-en-Champagne (ostrogoths qui reviendront plus tard prendre la place en 508 prétextant la poussée Franque).
Le partage d'influence devient effectif à partir de la fin du Ve siècle, au moment où disparaît l'Empire romain d'Occident : les pays au nord de la Durance reviennent aux Burgondes et ceux du sud vont aux Wisigoths d'Euric, qui a pour capitale Toulouse. Les Burgondes occupent le sud de la Provence à la mort du Wisigoth Euric en 483.
Trente ans plus tard, le roi ostrogoth Théodoric le Grand ayant conquis l'Italie, vient tardivement à la rescousse des Wisigoths contre les Francs de Clovis après la défaite de la bataille de Vouillé, le rapprochement opéré par les deux partis Goths montrant des divergences de vue. Le royaume wisigoth laisse la Provence aux Ostrogoth de Théodoric le Grand.
Devenu régent du royaume wisigoth de Toulouse, il envoie une armée contre les francs, conduite par le dux Ibba qui fait lever le siège d'Arles, entre à Marseille et prend Avignon en 508. L’année suivante, il reprend Nîmes et Narbonne aux Francs, puis Orange et Valence en 510. Ayant ainsi reconstitué la préfecture des Gaules dans ses limites de 462, il nomme Liberius préfet des Gaules. Le reste de la Provence est conquise dans un second temps : Théodoric le Grand, qui se pose en restaurateur de la préfecture du prétoire des Gaules, joue d’une querelle entre ariens et catholiques et intervient contre Sigismond pour sécuriser sa conquête : il s'avance jusqu'à l'Isère en 523. Les liaisons routières entre le royaume ostrogoth (en Italie) et le royaume wisigoth (en Espagne) dont Théodoric a la tutelle, sont protégées.
Le sort de la Provence se joue ensuite dans les conséquences d'une révolution de palais : en 535, Théodat, roi des Ostrogoths, enferme puis fait exécuter son épouse Amalasonte. Celle-ci avait maintenu l'alliance avec l'Empire byzantin et était la cousine des quatre rois francs : c'est un casus belli. Théodat s'en sort temporairement en payant une amende (wergeld) de 50 000 sous aux rois francs. Il est remplacé par Vitigès, mais celui-ci doit affronter les armées byzantines dès l'année suivante. Pour être tranquille à l'ouest, il offre la Provence aux Francs, qui est ainsi intégrée en 536 ou 537, sans nouveau combat, à un royaume germanique dont la capitale est très au nord.
C’est à cette époque, quand la région est subordonnée à l’Empire romain d'Orient par l’intermédiaire des Ostrogoths, que le terme de Provence apparaît pour la première fois. Jean Guyon et Marc Heijmans datent cette apparition du terme, distingué de celui de province, de la fin du VIe siècle.

### La christianisation
Au milieu du IIIe siècle, un évêque est en poste à Arles. La liste des Églises représentées au concile d'Arles en 314 atteste l'existence de communautés à Narbonne, Marseille, Nice, Apt, Orange et Vaison. Ces communautés ne connaissent pas les grandes persécutions du IIIe siècle et du début du IVe siècle. Certaines sont riches et importantes, comme celle d'Arles. De nouveaux évêchés apparaissent autour des années 400 et au cours du Ve siècle à Aix, Avignon, Antibes, Carpentras, Cavaillon et Riez. En Provence orientale, la carte ecclésiastique est calquée sur la carte civile : Aix et Embrun deviennent églises métropolitaines. Dans la Provence rhodanienne, Arles obtient juridiction sur la partie méridionale de la Viennoise. La ville connaît d'importants évêques issus du monachisme, comme Honorat, Hilaire et Césaire.
Honorat est l'un des pères du monachisme en Occident. Sa fondation des îles de Lérins, en 410, précède de peu l'arrivée à Marseille de Jean Cassien. Ce dernier fonde des communautés religieuses d'hommes et de femmes vers 416. Ses Conférences connaissent un grand succès. Le rayonnement des Lériniens et des Cassianites dépasse largement la Provence. L'élite chrétienne vient, parfois de loin, chercher une formation à Lérins ou à Marseille. Des clercs comme Gennade ou Fauste de Riez prennent part aux débats théologiques de l'époque. L'afflux des réfugiés qui fuient les Barbares attire en outre de fortes personnalités, comme Paulin de Pella, Prosper d'Aquitaine et Salvien. Lérins et Marseille fournissent des évêques à toute la région (Arles, Cimiez, Vence, Riez, Orange), mais aussi à des cités plus lointaines comme Narbonne, Lyon, Genève ou Troyes.
Au VIe siècle, l'implantation chrétienne est achevée dans les villes. Des évêchés sont même créés dans des agglomérations qui ne sont pas des cités, comme Toulon ou Uzès. Dans les campagnes, l'évangélisation progresse.

## Moyen Âge
La région fut successivement occupée par différentes peuplades germaniques comme celles des Ostrogoths, des Burgondes et des Francs mais aussi des Arabes lors de la Présence Arabe sarrasine

### Les royaumes germaniques
Du Ve au IXe siècle, intégré dans des royaumes fluctuants, occupé mais très peu germanisée, voire pas du tout, le territoire de la Provence s'est constituė progressivement. Au début du IXe siècle le royaume franc connut son extension maximale, mais pour une courte durée. Son démembrement, processus long et complexe du milieu du IXe siècle à la fin du Xe, a donné naissance aux principautés des siècles suivants.
En 734, le patrice Mauronte et la noblesse gothique et gallo-romaine appellent les forces andalouses pour se protéger des barbares ( francs) de Charles Martel. A la même époque, celui-ci subit également l'hostilité des ducs d'Aquitaine sur son arrière-garde lors de ses opérations militaires en Septimanie et en Provence. En 736, Charles Martel prend les villes d'Aix, Marseille et Arles.
En 737, il ravage Avignon, en plus de détruire la flotte andalouse. Ces épisodes sont marqués de ruines et de massacres perpétrés par son armée en vue de réduire définitivement toute résistance.

### La formation de la Provence

Croix des Bosonides

La période carolingienne de la Provence est marquée par la puissance des Bosonides, famille de la noblesse franque, qui réunissent les territoires de Provence et de Bourgogne. En l'an 879, avec l'effondrement de l'autorité impériale, la région fut incorporée à la Bourgogne Cisjurane ou Cisjurásica, et elle fut ensuite intégrée au Royaume d'Arles au Xe siècle. En 947, Boson d'Arles, comte d'Arles fut investi du comté de Provence. Ce dernier fut détenu, en indivis, par ses descendants. Pendant que le titulaire du royaume d'Arles (autrement dit de Bourgogne-Provence) perdait progressivement toute autorité réelle, le comte Guillaume d'Arles réunissait une armée afin de chasser les pirates sarrasins qui sévissaient à partir de leur base du Fraxinet, aujourd'hui la Garde-Freinet, et qui venaient d'enlever Mayeul, abbé de Cluny, natif de Valensole. Victorieux, il se vit surnommé Guillaume le libérateur et étendit son autorité sur l'ensemble de la Provence. Il est à noter que ce comté de Provence correspond à peu de chose près au territoire d'origine ligure et grecque où, progressivement, s'est constitué une langue issue du latin, et une culture propre. Bien entendu il serait vain de chercher des frontières précises à ce territoire. D'une part parce que, culturellement, il existe bien plus des zones de transition et d'échange que des ruptures brusques, d'autre part en raison de l'organisation politique féodale qui existait alors.

### La division de la Provence

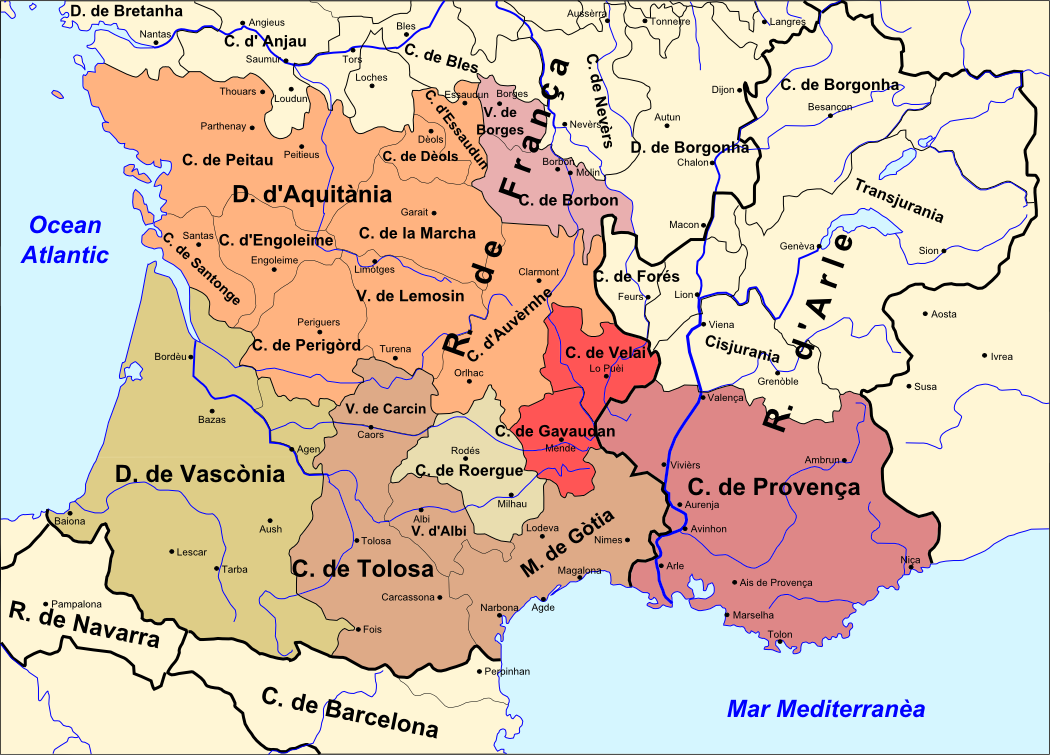
Division territoriale de l'espace occitan vers 1030.
Duché d'Aquitaine
Duché de Vasconie
Comté de Toulouse
Comté de Provence
Comté de Rouergue
Comtés de Gévaudan et de Velay

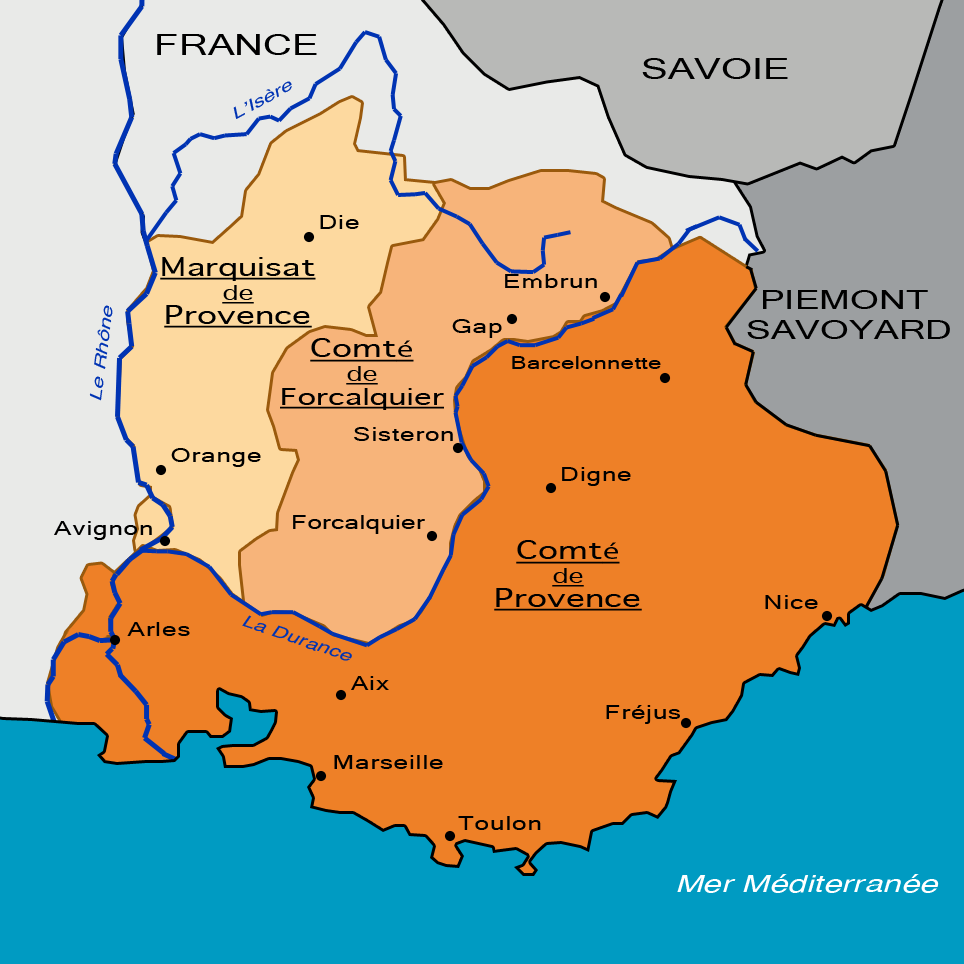
Carte des trois fiefs provençaux en 1125.

La lignée des Bosonides finit par s'éteindre progressivement au XIe siècle. Les droits sur le comté furent transférés, par mariage, aux comtes de Toulouse (1019), et aux comtes de Gévaudan, puis aux comtes de Barcelone (1112). Les maisons des deux comtés entrèrent en conflit pour la possession de la Provence. À la suite d'un traité conclu en 1125, le comté fut divisé en un marquisat de Provence — au nord de la Durance — attribué à Alphonse Jourdain de Toulouse et un comté de Provence au sud de la Durance — attribué à Raimond-Bérenger Ier de Barcelone. La partie nord-est de la Provence forma le comté de Forcalquier qui devint autonome au début du XIIe siècle. Toutefois, en 1193, le mariage d'Alphonse II de Provence avec Gersande de Sabran, petite-fille de Guillaume II, comte de Forcalquier, permit l'unification du comté de Provence et de celui de Forcalquier.
Le comté d'Orange, vassal du marquisat de Provence, fut érigé en principauté autonome en 1181.
À la suite de la Croisade des albigeois, le Traité de Meaux-Paris (1229) imposa le passage du marquisat de Provence à la papauté. Toutefois, il resta aux comtes de Toulouse jusqu'en 1271, lorsqu'il passa au roi de France. Philippe III de France le céda finalement, en 1274, au pape et le marquisat forma le Comtat Venaissin.
À la mort, en 1245, de Raymond-Bérenger V de Provence, les comtés de Provence et de Forcalquier passent à sa fille Béatrix qui les transmet par la suite à son fils qui fonde la première maison capétienne d'Anjou. Cette dynastie accumula rapidement les titres royaux (Naples-Sicile, Jérusalem, Chypre, Acre, Thessalonique, Hongrie, Bosnie).
Les conséquences de la guerre de Cent Ans se font sentir en Provence : en mai 1357, les routiers d’Arnaud de Cervole, l’Archiprêtre, arrivent dans le comté et y restent jusqu’en 1358 ; elles sont suivies en 1361 par des bandes espagnoles, en 1365 par les troupes que Du Guesclin mène en Espagne, puis par d’autres fréquemment jusqu’en 1376.
Louis Ier d'Anjou commande pour le roi dans le Midi de la France. Il souhaite prendre la succession de la reine Jeanne, comtesse de Provence. Il la déclare suspecte à la France en entreprend les hostilités. Il prend à son service Bertrand Du Guesclin qui venait d'être libéré par le Prince Noir contre rançon le 17 janvier 1368 qu'il devait finir de payer avant la fin février. Il commence le siège de Tarascon le 4 mars 1368. Raimond de Turenne (célèbre sous le nom de Fléau de Provence) y fait ses premières armes en mars 1368. La ville est prise le 22 mai. Puis Du Guesclin fait le siège d'Arles. Les troupes du sénéchal de Provence, Raymond d’Agoult, sont battues à Céreste. Des gens du comté de Provence sont entrés dans le Dauphiné et ont voulu s'en emparer. Rodolphe, seigneur de Louppy, gouverneur du Dauphiné pour le dauphin de Viennois, roi de France, Charles V organise la défense de la province. Vers le 8 juillet 1368, le roi a envoyé des gens armés dans les baronnies de Mérouillon, de Montauban et du comté de Gap et donné les ordres pour payer les hommes d'armes. Les hommes d'armes du comté de Provence ont avancé et ravagé une partie du Dauphiné jusqu'au Trièves. La défense des Dauphinois a été énergique et les Provençaux ont été battus. Ces derniers ont demandé la paix par l'intermédiaire d'Amelin d'Agout, seigneur du Claret. Le pape Urbain V est intervenu auprès de Charles V et Bertrand Du Guesclin est excommunié le 1er septembre 1368 l'amenant à se retirer.
À la mort de la reine Jeanne, en 1382, le comté de Provence passera à Louis Ier d'Anjou, que la reine Jeanne avait adopté. Ceci entraina une période de troubles opposant les partisans de la seconde maison d'Anjou-Provence aux partisans de Charles de Durazzo, issu de la première maison d'Anjou-Provence, dont les partisans formèrent l'Union d'Aix (1382-1387). La défaite politique de Charles de Durazzo assit la seconde dynastie d'Anjou sur le comté de Provence (1387). La seconde maison capétienne d'Anjou-Provence donnera, notamment, le célèbre Bon Roi René. En revanche, la Provence orientale (à l'est du Var) restée fidèle à Charles choisit, en 1388, la dédition de Nice à la Savoie, se constituant en Terres neuves de Provence.

### Réunion de la Provence au royaume

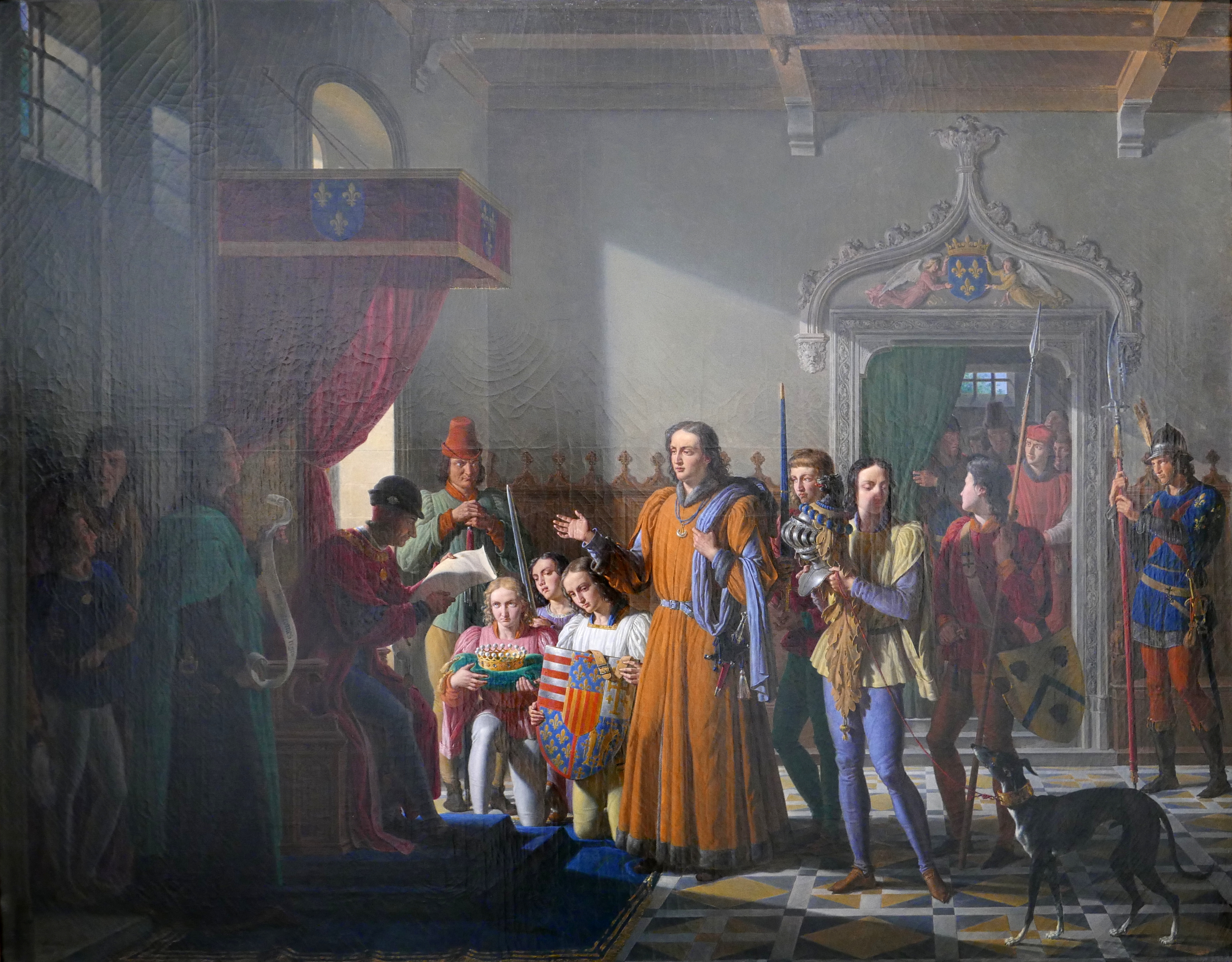
Pierre Révoil, Louis XI recevant l'acte de donation de la Provence à la France des mains de Palamède de Forbin, 1840 (Aix-en-Provence, musée Granet

Le roi René d'Anjou mourut le 10 juillet 1480. Il avait déshérité son successeur naturel René II de Lorraine au profit de Charles V d'Anjou qui reçut l’hommage de la Provence et devint le comte Charles III. N'ayant pas d'enfants, ce dernier légua son État à Louis XI et à ses successeurs. À sa mort en décembre 1481, la Provence passa au roi de France. Le 15 janvier 1482, les États de Provence approuvèrent un document en 53 articles, souvent improprement appelé "constitution provençale", qui fit de Louis XI le comte de Provence et proclama l'union de la France et de la Provence « comme un principal à un autre principal ». Charles VIII succéda à Louis XI en 1483 et, en 1486, les États de Provence lui demandèrent l'union perpétuelle, accordée par le roi de France par lettres patentes rédigées en octobre 1486 et communiquées aux États en avril 1487, « sans que à icelle couronne ne au royaulme ils soient pour ce aulcunement sualternez »,. Si la Provence conserva bien des droits spécifiques, elle fut bel et bien gouvernée et organisée comme une province française — création du Parlement de Provence en 1501, etc. — tout en bénéficiant d'un certain degré d'autonomie, jalousement défendu, notamment en matière fiscale.

### Société provençale avant la Révolution
La société provençale vit selon ses propres coutumes, dont le droit de pelote.

### Évolution historique du rattachement de la Provence

La Provence dans la Francie médiane - Traité de Verdun (843)
Le royaume de Provence (855-864) - Traité de Prüm (855)
La Provence dans le royaume d'Italie - Traité de Meerssen (870)
La Provence dans le royaume rodolphien de Bourgogne en 1000, à la veille de son intégration dans le Saint-Empire romain germanique
La Provence dans le Saint-Empire romain germanique en 1125
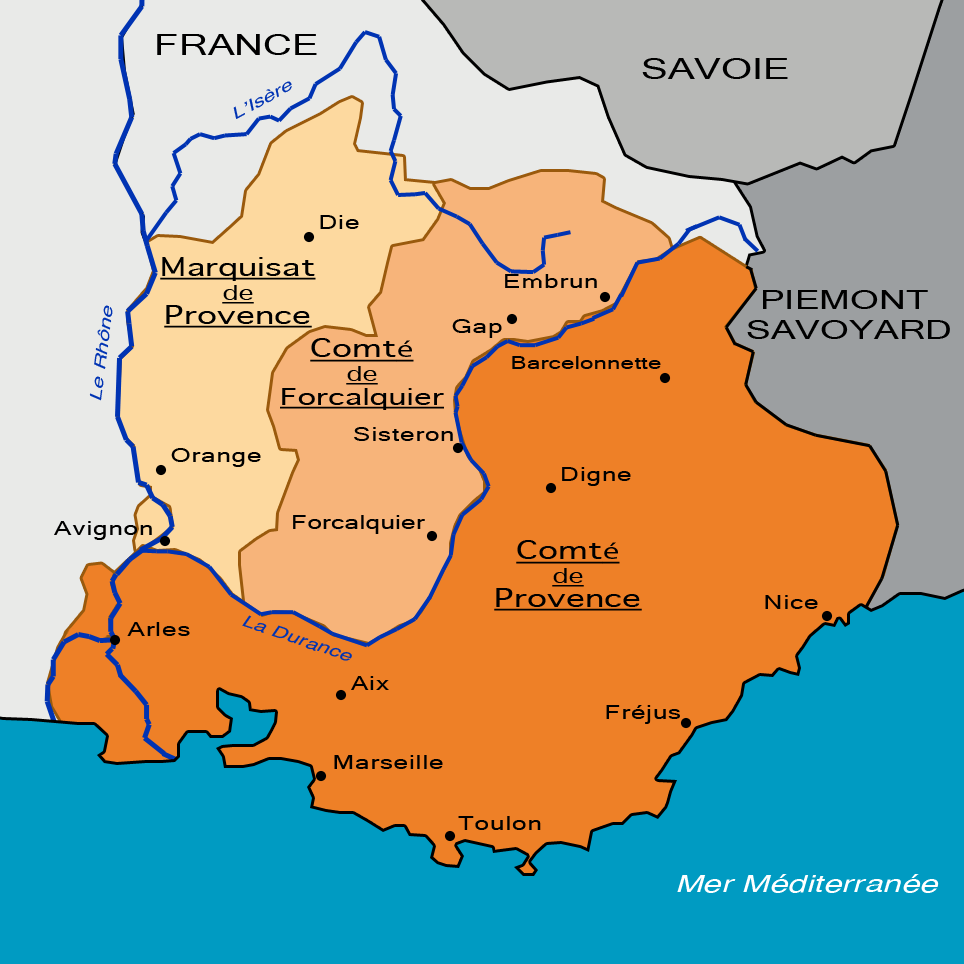
Division de la Provence en 1184
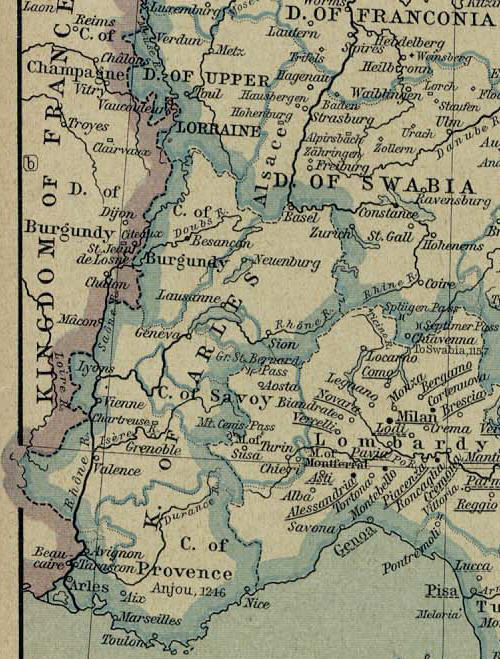
La Provence dans le royaume d'Arles (Saint-Empire romain germanique) en 1246
La Provence française en 1477, à la veille de son intégration dans le domaine royal
La Provence en 1788 à la veille de la Révolution

## Renaissance

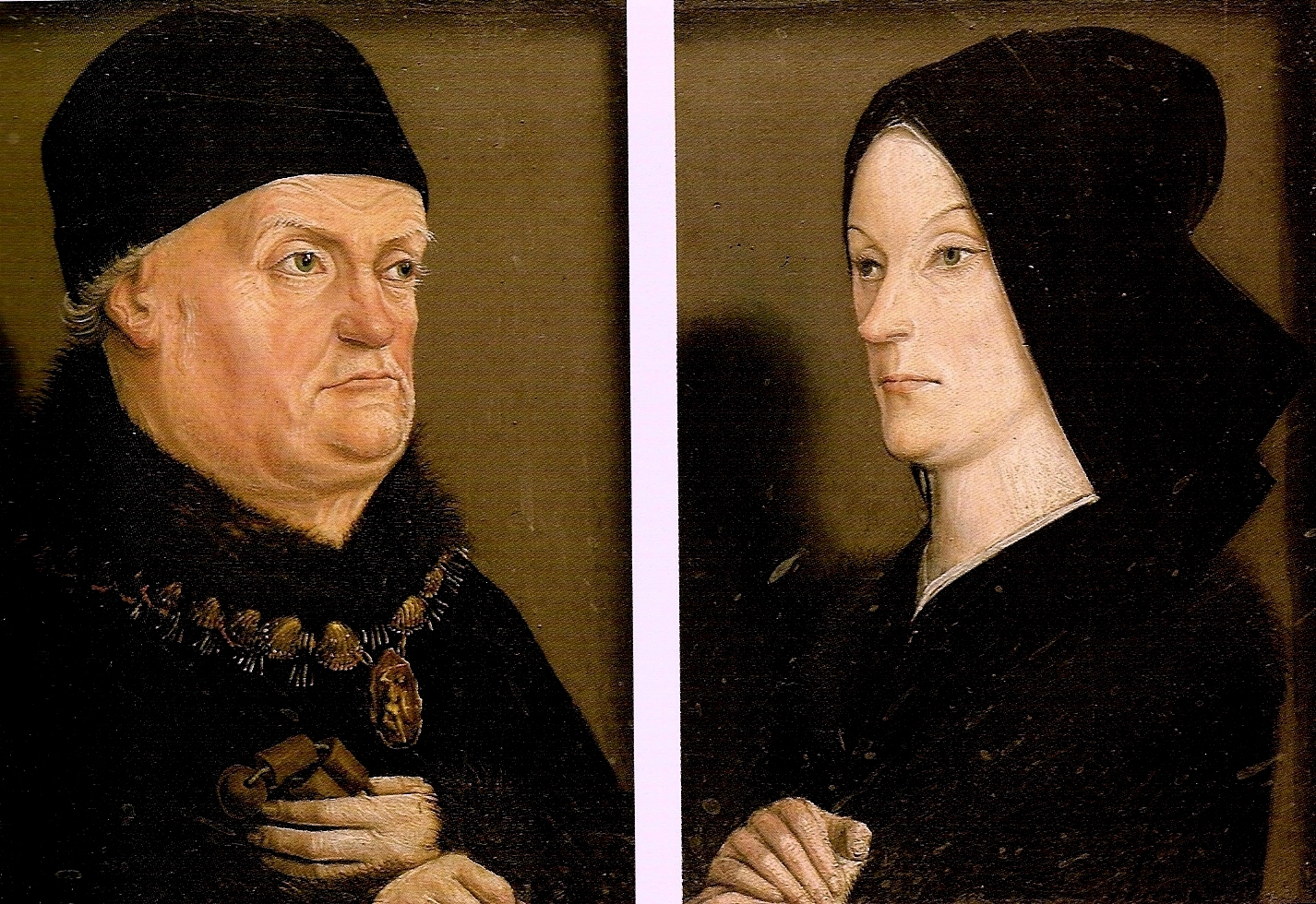
Le roi René et son épouse Jeanne de Laval

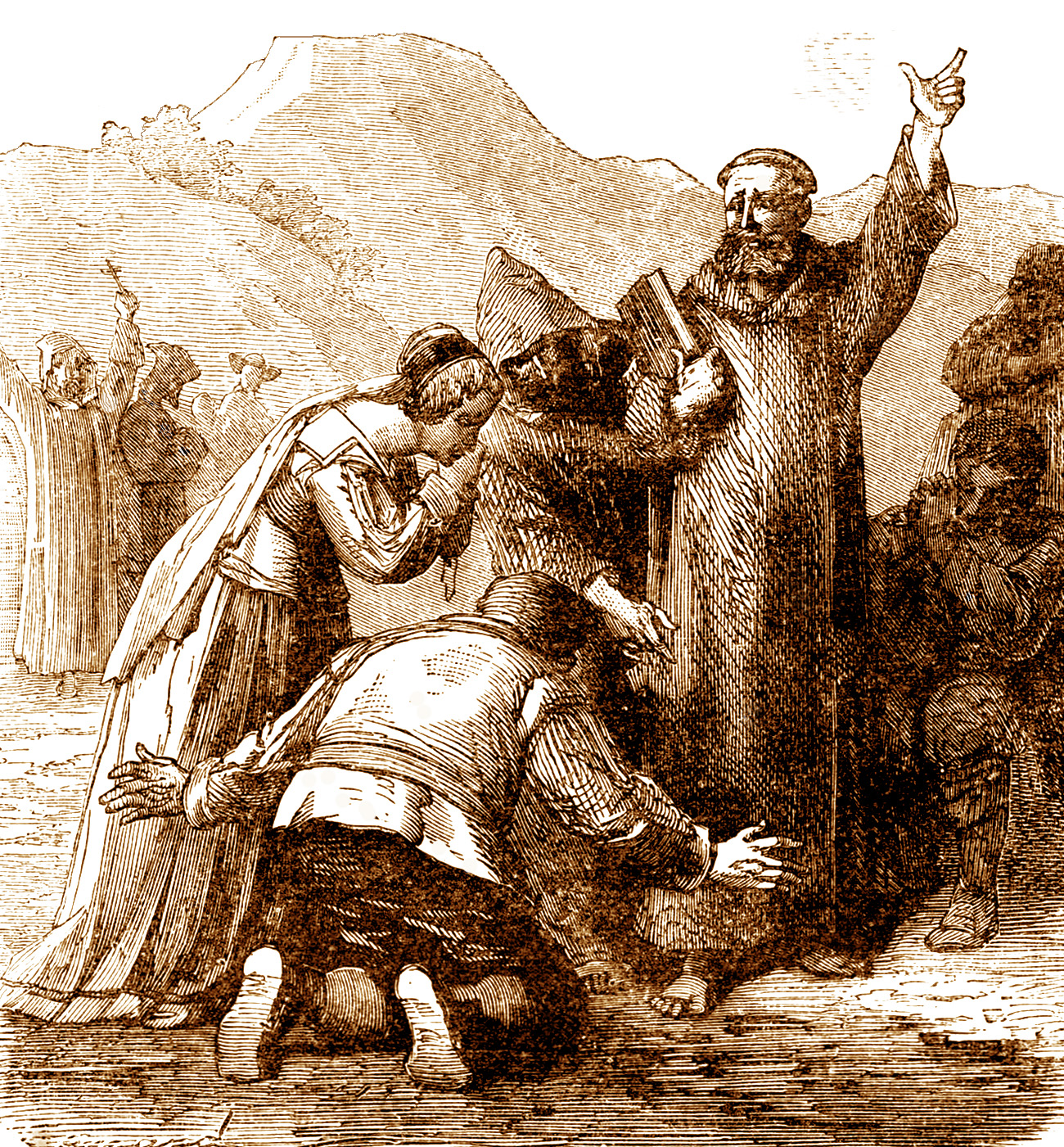
Pluie de sang en Provence en juillet 1608

Accumulant les titres royaux (Naples-Sicile, Jérusalem, Chypre, Acre, Thessalonique, etc.), les comtes se font appeler « rois » dont le célèbre roi René, de la seconde maison capétienne d'Anjou.
À l'époque classique, la sagesse populaire clamait que les trois maux de la Provence étaient la Durance, le mistral et le parlement d'Aix.
Une fois la Provence rattachée au royaume, les rois de France lancent une campagne de fortification pour protéger cette nouvelle frontière. Sous les règnes de Louis XII et François Ier, des architectes royaux sont employés à la construction de la tour de Toulon (1513), du château d'If (1524) et du fort Sainte-Agathe (1531). Des édits royaux organisent des milices pour veiller au guet, et une administration mise en place pour organiser l'entretien des fortifications royales, les Trésoriers des Guerres.
En 1524, se déroule la première invasion de la Provence par les troupes de l'empereur Charles Quint, menées par le Duc de Bourbon. Elle s'achèvera devant l'échec du siège de Marseille. Le premier consul du parlement d'Aix ayant ouvert les portes de la ville aux envahisseurs sera exécuté sur ordre de François Ier (roi de France).
Une seconde surviendra en 1536. Les troupes impériales furent contraintes à une retraite désastreuse vers l'Italie, face à la détermination de Montmorency.
La Provence est néanmoins touchée précocement par les guerres de religion, dont le prélude est le massacre de Mérindol (1545), et qui ont lieu de 1562 à 1598. Au moment du massacre de la Saint-Barthélemy (août-octobre 1572), le gouverneur Sommerive, pourtant catholique intransigeant, y empêche le massacre des protestants.
Après la mort d’Henri III, une majorité de la France, et notamment la Provence catholique, refuse Henri de Navarre comme roi, du fait qu'il est protestant, ce qui déclenche la huitième guerre de religion. Les parlementaires royalistes, minoritaires, s’établissent à Pertuis, en concurrence du Parlement d’Aix. La Ligue prend le pouvoir dans la plupart des villes et facilite l’entrée du duc de Savoie Charles-Emmanuel en Provence, où le Parlement lui donne les pouvoirs civils et militaires, après sa victoire à Riez (fin 1590). Le duc de Lesdiguières et le duc d’Épernon le battent au début de 1591 à Esparon et à Vinon, puis à Pontcharra le 17 septembre. Il quitte définitivement la Provence le 30 mars 1592. Le Parlement d’Aix reconnaît Henri IV comme roi légitime après son abjuration, en janvier 1594.
Au début de juillet 1608, les faubourgs d'Aix-en-Provence sont recouverts d'une pluie de sang. On croit à l'œuvre du diable, à des vapeurs sorties d'une terre rouge. Nicolas-Claude Fabri de Peiresc en recueille quelques gouttes sur la muraille du cimetière de la cathédrale. Il découvre que c'était les excréments des papillons qui avaient été observés récemment. Cette explication scientifique ne calme pas la terreur populaire.[pertinence contestée]

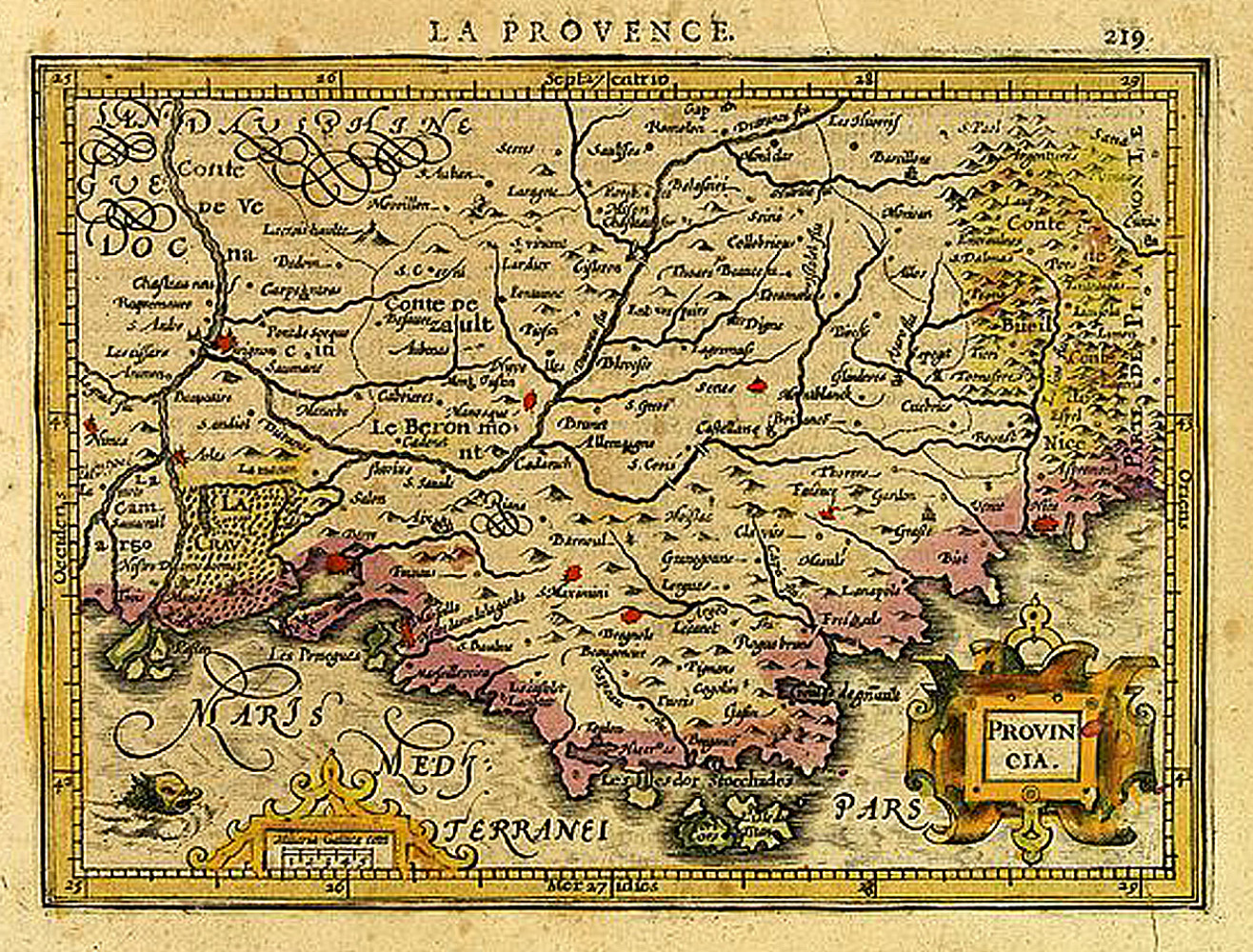
Carte de la Provence, par Mercator, 1608

1720-1722, la grande peste, partie de Marseille, envahit la Provence et la dévaste ainsi que les États pontificaux (Comtat Venaissin).

## Depuis 1789

### Révolution française

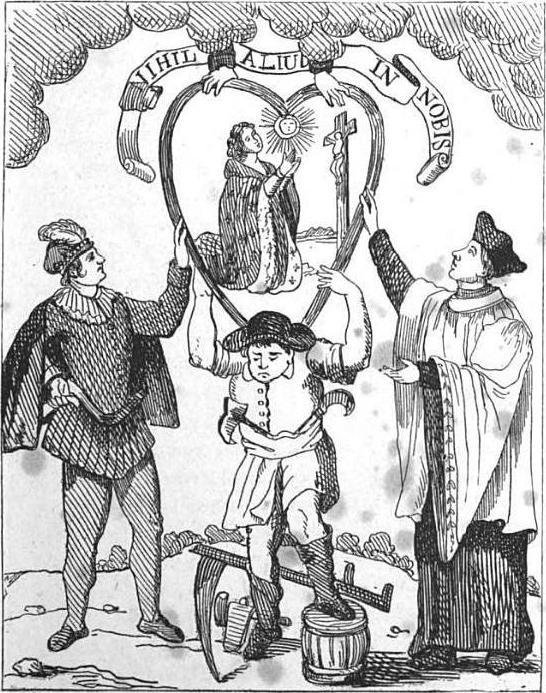
Nihil aliud in nobis, Champfleury, Histoire des faïences patriotiques sous la Révolution.

Lors de la Révolution française, la Provence est divisée en départements : Bouches-du-Rhône, Var et Basses-Alpes (renommé plus tard en département des Alpes-de-Haute-Provence). Le 14 septembre 1791, Avignon et le Comtat Venaissin sont rattachés à la France. Les terres pontificales sont dans un premier temps divisées en Bouches-du-Rhône au sud et Drôme au nord (la Principauté d'Orange est rattachée à sa demande aux Bouches-du-Rhône). Cependant, comme on trouve ces deux départements démesurés, on décide de créer le 12 août 1793 un département intermédiaire : le Vaucluse, du nom de la vallée dans laquelle se trouve la source de la Sorgue (aujourd’hui Fontaine de Vaucluse pour éviter toute confusion). Ce nouveau département est composé des anciens États pontificaux, de la principauté d'Orange, du Luberon occidental et du comté de Sault, anciennement terre adjacente de Provence.
Pendant la période révolutionnaire, la Provence est surtout marquée par la Terreur blanche : Provençaux et Bas-Languedociens s'engagent massivement dans les Compagnies du Soleil, en particulier en Comtat Venaissin, où se retrouve une bonne part de la noblesse du sud-est exilée. La région du Comtat gagne alors le surnom de Vendée provençale.
En 1793, la Provence retrouve le Comté de Nice et donne naissance au département des Alpes-Maritimes, avant que celui-ci ne repasse sous le contrôle piémontais et sarde. En 1860, à la suite d'un référendum populaire, le rattachement définitif du Comté de Nice à la France voit la recréation du département des Alpes-Maritimes qui, cette fois-ci, ampute de l'arrondissement de Grasse le département du Var.

## XIXesiècle
En 1815, le comté de Nice repasse sous contrôle piémontais. En 1860 le Traité de Turin le rattache définitivement à la France. Les villes de Menton et Roquebrune sont annexées en 1861. Quelques territoires alpins du comté, Tende et La Brigue, restent cependant italiens jusqu'en 1947, où le Traité de Paris puis un référendum permettent leur rattachement à la France, mettant un terme à 559 ans de division de la Provence (depuis 1388).

Carte de la Provence, au sein de la région Provence-Alpes-Côte d'Azur.

Sous la Deuxième république, la Provence se caractérise par l'enracinement d'un républicanisme socialiste rural. Lors du coup d'état du 2 décembre 1851, la Provence est une des régions de France où la résistance républicaine s'organise le mieux : face à l'acte anti-constitutionnel de Louis-Napoléon Bonaparte une insurrection en grande partie spontanée se déclenche.

## XXesiècle
Pendant la Première Guerre mondiale la Provence n'est pas touchée par les combats. Cependant, après la mobilisation générale le 1er août 1914, 140 000 hommes enregistrés dans les casernes en quelques jours. Des hôpitaux pour les blessés et des camps de prisonniers ont été mis en place. Des milliers de réfugiés ont également été pris en charge dans la région, notamment dans la Vallée de l'Ubaye. Marseille est devenu un port de guerre pour le transport des troupes coloniales et du matériel.
Durant l'entre-deux-guerres, après la prise du pouvoir par les nazis en Allemagne en 1933, la Provence, en particulier la commune de Sanary-sur-Mer, est devenue un lieu d'exil pour de nombreux intellectuels allemands.
Après le débarquement des alliés en Algérie et au Maroc, la résistance s'organise dans plusieurs maquis, dont celui du Mont Ventoux.
Le 15 août 1944, les forces alliées débarquent en Provence (Opération Dragoon). L'après-guerre est marqué par un exode rural et une expansion des zones portuaires. La croissance des années 1960 ralentit un peu avant la période d'ébullition sociale de Mai 68, très suivie dans la région, où Nice et Marseille viennent de se doter de nouvelles facultés. Dès le 14 mai ont lieu les premiers arrêts de travail dans l'usine de Sud-Aviation de Cannes, suivie de la mobilisation massive des cheminots de Marseille-Blancarde.